# Улица Игнатенко (Ялта)
Улица Игнатенко — короткая, менее 300 м, улица в исторической части Ялты. Проходит от улицы Свердлова до улицы Рузвельта.

## История

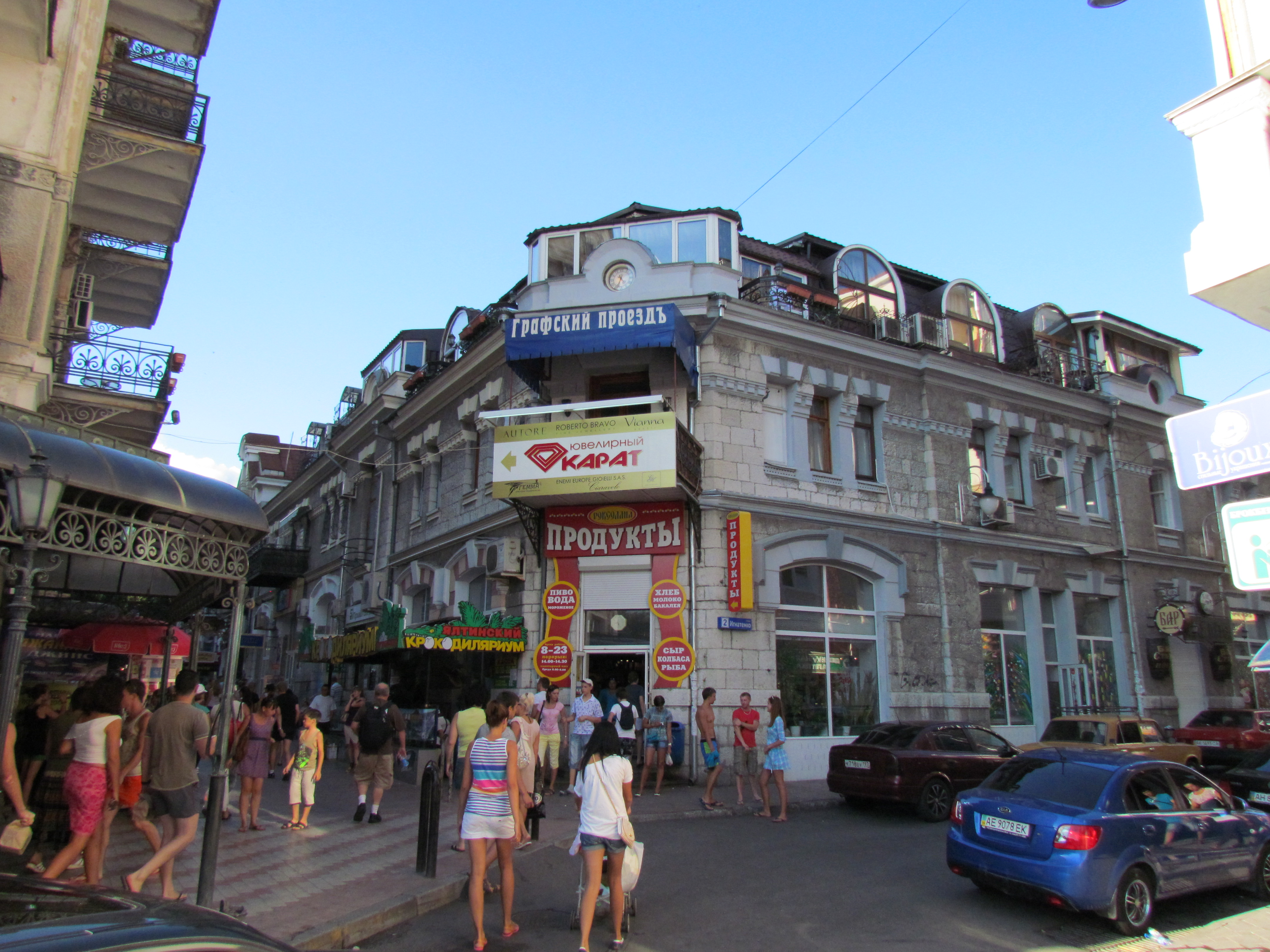
Торговые ряды графа А. А. Мордвинова

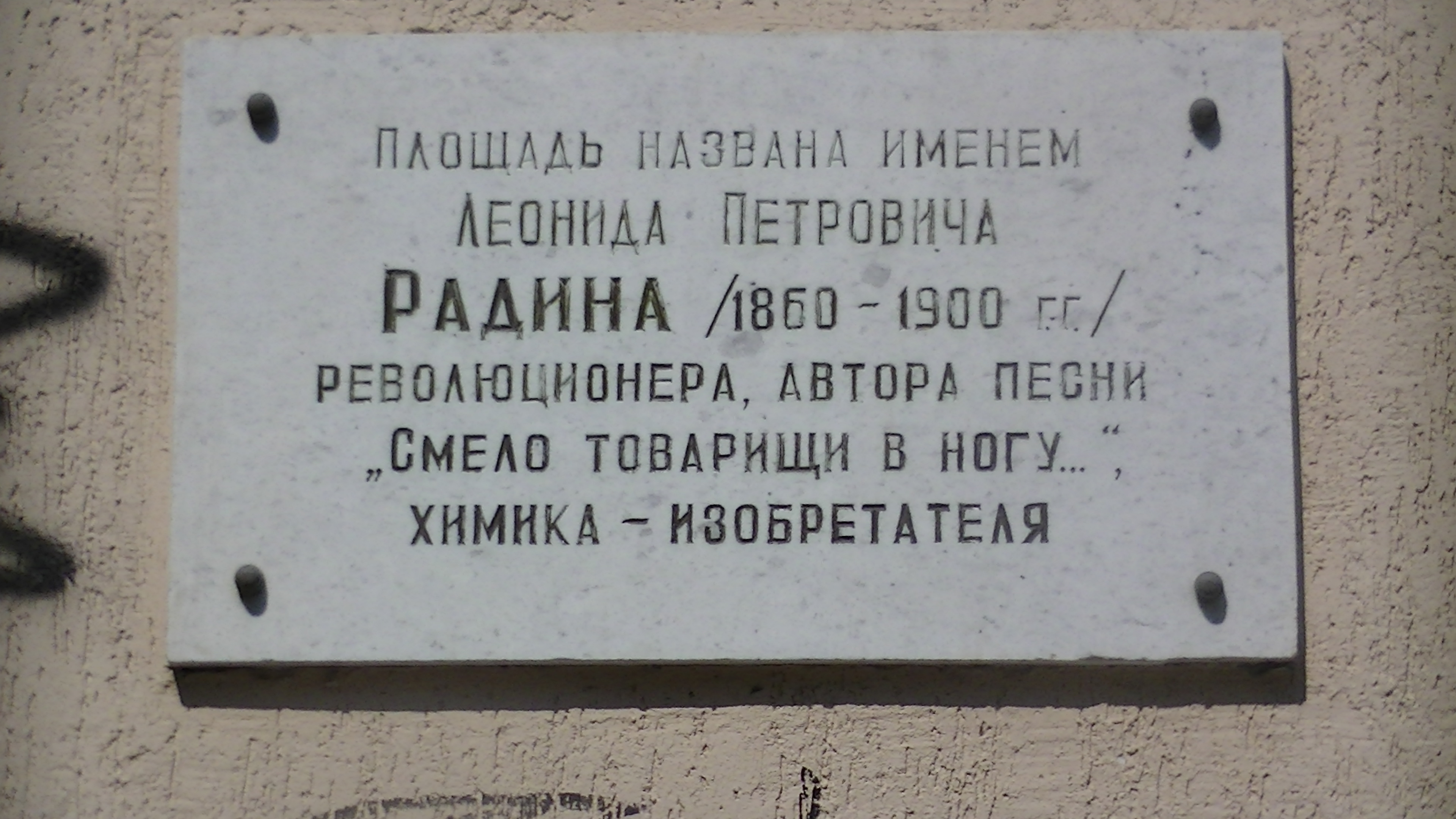
д. 12. Мемориальная доска Л. П. Радину

Первая улица в городе, в 1837 году сюда была подведена дорога из Симферополя, первоначально имела лишь 30 дворов и 130 жителей.
Историческое название улицы — Елизаветинская (Елисаветинская), по некоторым сведениям такое название улица получила по имени супруги генерал-губернатора Новороссии в то время М. С. Воронцова — Елизаветы Ксаверьевны.
Во время событий 1905 года часть домов на улице было сожжено. Застройка улицы пострадала во время землетрясения 1927 года. Громадный ущерб улице был нанесён в годы Великой Отечественной войны
В послевоенные годы улицу переименовали в Коммунальную.
Современное название в честь Василия Андреевича Игнатенко (1884—1972) — русского революционера-большевика, члена РСДРП с 1912 года, матроса линкора «Свободная Россия», в 1917 году — комиссара линкора, члена Севастопольского военно-революционного комитета, в январе 1918 года председателя Ялтинского военно-революционного комитета, одного из инициаторов красного террора в городе.
До 1965 года на улице находилась городская автостанция

## Известные жители

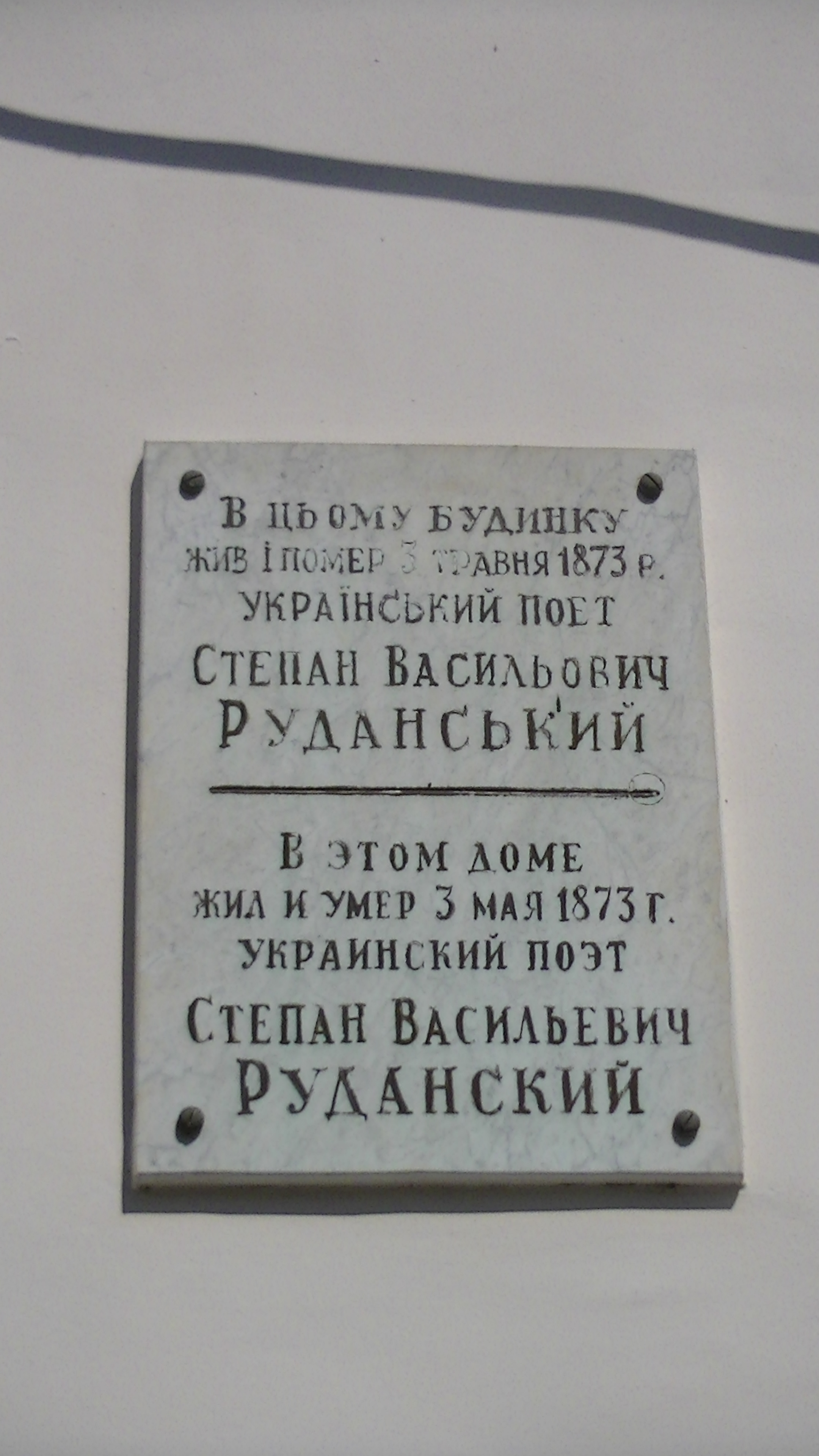
д. 18

д. 18 — Степан Руданский (мемориальная доска)

## Достопримечательности
- д. 1 литер «А» / улица Рузвельта 2 — Доходный дом графа А. А. Мордвинова  Объект культурного наследия народов РФ регионального значения. Рег. № 911711040790005 (ЕГРОКН)[12]
- д. 2 — Торговые ряды графа А. А. Мордвинова

## Улица в кинематографе
На улице снят ряд эпизодов фильма «Корона Российской империи, или Снова неуловимые», фильма «Это сладкое слово — свобода!»